# ペドロ・メンデス (1990年生のサッカー選手)
ペドロ・メンデス（Pedro Mendes，1990年10月1日 - ）は、スイス・ヌーシャテル出身のポルトガル国籍のサッカー選手。ポジションはディフェンダー。CFエストレラ・アマドーラ所属。

## 経歴

### スポルティングCP
スイスで育ったが、両親がポルトガル人であるため国籍はポルトガルである。2005年、弱冠15歳からプリメイラ・リーガの強豪、スポルティングCPの下部組織に所属し、2009年よりトップチームに昇格。しかしなかなか出場機会を得られず、国外の中小クラブへの期限付き移籍を繰り返した。
2011年夏、レアル・マドリードのセカンドチームであるカスティージャに期限付き移籍を果たし、23試合に出場した。

### パルマ
2013年5月28日、セリエAのパルマFCに5年契約で移籍した。
パルマFCでは27試合に出場したが、2015年夏のパルマFCの破産のために放出された。

### レンヌ
2015年7月6日、リーグ・アンのスタッド・レンヌに4年契約で移籍した

### モンペリエ
2017年7月18日、モンペリエHSCに移籍した。